# Baleira
Baleira – niewielkie 1,5 tysięczne miasto w Hiszpanii w regionie Galicja w prowincji Lugo.